# Power Struggle
Power Struggle  est un jeu vidéo de stratégie au tour par tour publié par Personal Software Services en 1987 sur Atari ST, Amiga et Commodore 64. Le jeu se déroule dans le contexte de la guerre froide et met le joueur aux commandes du bloc de l'Ouest ou du bloc de l'Est dans une course pour la domination du monde. Il prend place sur une carte du monde, sur laquelle les pays changent de couleur en fonction de leur positionnement politique vis-à-vis des deux blocs. Il se déroule au tour par tour. Chaque tour permet aux joueurs de tenter d’influer sur le positionnement des autres pays par différents moyens, qui peuvent être politiques, économiques ou militaires. Les joueurs peuvent par exemple faire construire des usines dans un pays ami, pressurer sur le plan politique un pays neutre, attaquer un pays voisin, renforcer les défenses d’un pays ami ou simplement développer son armée. L’ensemble des actions peuvent être réalisées à la souris. Il peut se jouer seul contre l’ordinateur, ou contre un autre joueur. L’un des joueurs joue alors à la souris et l’autre au joystick.

## Accueil
| Power Struggle    |      |       |
| Média             | Pays | Notes |
| ACE               | GB   | 62 %  |
| Commodore User    | GB   | 6/10  |
| The Games Machine | GB   | 64 %  |